# Robert Muraine
Robert Muraine (n. 2 iulie 1987 în Los Angeles, California) este un dansator american al stilului popping. 

## Perioada 2003-2008
A câștigat numeroase premii naționale și internaționale în perioada 2003-2008.

## Artistul devine cunoscut
Muraine a câștigat atenția marelui public american când, în martie 2008,  a dat o reprezentație în cadrul emisiunii de televiziune ,,So you think you can dance” pe melodia ,, "It's Me Bitches" de Swizz Beats. Nigel Lythgoe (producător, regizor, coreograf englez), membru al juriului, a declarat că Murraine este dansatorul său favorit din 2008. Reprezentația sa din cadrul emisiunii de televiziune,,So you think you can dance” a fost cel mai vizionat clip video pe youtube din lume la 24 mai 2008, având un milion de vizionari într-o săptămână.

## O luptă câștigată
Robert a acceptat provocarea lui Nigel de a se confrunta cu Phillip Chbeeb, pe care l-a învins în august 2008.

## Muraine își ajută țara
Muraine a reprezentat Statele Unite la Superstars of Dance, difuzat de NBC. Câștigând aici medalia de bronz la categoria solo, a ajutat echipa Statelor Unite să ia premiul cel mare în acel sezon.

## Reclamă
Dansatorul american a jucat într-o reclamă numită ,, "What Goes Where?" , alături de dansatoarea Shugamai Johnson.

## Acum
Din 2009 lucrează pentru Cirque Productions[nefuncțională – arhivă]
, cunoscută și ca Cirque Dreams, o companie americană de divertisment.

## Reflectarea în presă
Presa îi consacră articole întregi sau comentarii. Referiri la prestațiile sale se fac în faimoasa revistă „People” (27 mai 2008) și în revista „Weekly magazine” (30 sept2009)